# Roeselia hondoensis
Roeselia hondoensis är en fjärilsart som beskrevs av Inoue 1970. Roeselia hondoensis ingår i släktet Roeselia och familjen trågspinnare. Inga underarter finns listade.